# Highbrow Entertainment
La Highbrow Entertainment è una casa editrice statunitense di fumetti, partner studio della Image Comics, fondata da Erik Larsen nel 1992. In Italia i suoi lavori sono stati pubblicati da Star Comics, Lexy Produzioni, Indy Press e Edizioni BD. È famosa per essere la casa editrice delle avventure di Savage Dragon che costituiscono la quasi totalità delle sue pubblicazioni.

## Storia

### Antefatto e fondazione
Lo studio è nato nei primi anni '90 per volere del fumettista Erik Larsen che a quel tempo era diventato celebre come disegnatore dell'Uomo Ragno e altre serie della Marvel. Larsen decise insieme a Rob Liefeld, Jim Valentino, Todd McFarlane, Marc Silvestri, Jim Lee e Whilce Portacio, altri celebri artisti di quell'epoca, di fondare una nuova casa editrice di fumetti indipendente dove poter pubblicare tutte quelle storie a fumetti che non sarebbero mai state pubblicabili né presso la DC Comics né tanto meno presso la Marvel, e di cui gli autori sarebbero stati gli unici e completi possessori dei diritti.
Ognuno di questi artisti decise di fondare un proprio studio (Liefeld fondò gli Extreme Studios, Valentino creò l'etichetta ShadowLine, McFarlane creò la Todd McFarlane Productions, Silvestri fondò la Top Cow Productions e Lee fondò la celebre Wildstorm Productions al cui interno vi rientrava anche Portacio) che avrebbe poi unito a quelli degli altri soci del gruppo sotto il marchio ombrello della casa editrice madre Image Comics. Fu così che Larsen fondò nel 1992 la Highbrow Entertainment dove poco dopo nacque ufficialmente, dopo aver visto una prima luce in maniera ufficiosa su rivista nella strip Vanguard pubblicata in Megaton negli anni '80, Savage Dragon il personaggio più celebre dell'autore di Minneapolis, nato dalla sua fantasia già quando era ragazzo ispirandosi a personaggi precedenti come Capitan Marvel, Batman, Speed Racer e Hulk.

### Savage Dragon
La serie regolare di Savage Dragon viene lanciata nel 1993 dopo una mini serie che ebbe molto successo nell'anno precedente. Con questa miniserie Larsen definisce il look ufficiale del personaggio rispetto a quanto apparso su Vanguard precedentemente. Ancora oggi Larsen continua a scrivere e disegnare la serie da solo questo fa sì che Savage Dragon sia il solo titolo originale della Image Comics ad essere tuttora scritto e disegnato dal suo creatore. Savage Dragon è la più lunga serie americana completamente a colori mai realizzata da un singolo artista.
Nel 1995 Savage Dragon diventa un cartone animato su USA Cartoon Express. La serie è composta da 26 episodi e molti dei personaggi principali sono apparsi nello show (tra questi ricordiamo She-Dragon, Mako e Overlord).
Savage Dragon è stato inserito dalla rivista Wizard nella lista The 116th greatest comic-book characters of all time. IGN ha anche inserito Savage Dragon nella lista The 95th greatest comic-book hero of all time.

## Pubblicazioni
Nella seguente lista sono elencati in ordine alfabetico i titoli pubblicati da Highbrow Entertainment:
- Freak Force (1993–1995)
  - Freak Force (vol. 2) (1997)
- Savage Dragon (1992)
  - Savage Dragon (vol. 2) (1993 – presente)
  - Savage Dragon: God War (2004–2005)
- Star (1995)
- SuperPatriot (1993)
  - SuperPatriot: War on Terror (2004–2005)